# حي النسيم (جدة)
حي النسيم هو حي سكني من أحياء مدينة جدة بالمملكة العربية السعودية

## الموقع
يقع حي النسيم في الجنوب الشرقي من مدينة جدة	وهو مطل على طريق الملك عبد الله، ويبعد مسافة 2 كم عن جامعة الملك عبد العزيز.

## السكان
يبلغ عدد سكان حي النسيم 31000 نسمة حسب احصائية لعام 1430هـ.

## روابط خارجية
الموقع على خرائط قوقل